# Ancistrachne maidenii
Ancistrachne maidenii är en gräsart som först beskrevs av A.A.Ham., och fick sitt nu gällande namn av Joyce Winifred Vickery. Ancistrachne maidenii ingår i släktet Ancistrachne och familjen gräs. Inga underarter finns listade i Catalogue of Life.